# Управління цивільної авіації
Управління цивільної авіації (англ. Civil aviation authority, CAA) — це національний або наднаціональний державний орган, який здійснює нагляд за регулюванням цивільної авіації, включаючи ведення реєстру повітряних суден.

## Роль
З огляду на притаманну небезпеку при використанні літальних транспортних засобів, національні авіаційні органи зазвичай регулюють такі важливі аспекти льотної придатності повітряних суден та їх експлуатації:
- дизайн літальних апаратів, двигунів, бортового обладнання та наземного обладнання, що впливає на безпеку польотів
- умови виготовлення та випробування літаків і обладнання
- технічне обслуговування літаків і техніки
- експлуатація літаків і обладнання
- ліцензування пілотів, авіадиспетчерів, бортдиспетчерів та інженерів з технічного обслуговування
- ліцензування аеропортів і навігаційних засобів
- стандарти управління повітряним рухом.

Залежно від правової системи юрисдикції CAA отримує свої повноваження з акта парламенту (наприклад, Закону про цивільну або федеральну авіацію), а потім має право приймати нормативні акти в межах закону. Це дозволяє технічними аспектами льотної придатності займатися експертам у відповідній галузі, а не політикам.
CAA також може брати участь у розслідуванні авіакатастроф, хоча в багатьох випадках це покладено на окремий орган (наприклад, Австралійське бюро безпеки на транспорті (ATSB) в Австралії або Національна рада з безпеки на транспорті (NTSB) у Сполучених Штатах.), щоб забезпечити незалежний перегляд регуляторного нагляду.
CAA регулюватиме управління повітряним рухом, але функції управління повітряним рухом, як правило, виконуватиме окреме агентство.